# Kazimierz Nieżychowski
Kazimierz Józef Nieżychowski (ur. 24 lipca 1892 w Granówku, zm. 6 czerwca 1987 w Gliwicach) – polski żołnierz i działacz społeczny, kapitan artylerii Wojska Polskiego, uczestnik I wojny światowej, powstania wielkopolskiego, wojny z Ukraińcami i bolszewikami oraz kampanii wrześniowej, kawaler Orderu Virtuti Militari.

## Życiorys
Urodził się 24 lipca 1892 w Granówku w rodzinie właściciela ziemskiego Stanisława von Nieżychowskiego (1851–1897) i Łucji z Taczanowskich (1862–1917). Jego starszym bratem był Alfred Nieżychowski (1888–1964), który brał udział w I wojnie światowej po stronie Niemiec, a w 1926 został obywatelem amerykańskim. Kuzynem Kazimierza Nieżychowskiego był podpułkownik artylerii Jerzy Cegielski, a kuzynką Izabela Kościelska (córka Zofii Marii Nieżychowskiej), żona Bogdana Amrogowicza. Przyrodnim rodzeństwem Nieżychowskiego była Olga Dunin, żona Henryka Strasburgera, a także jej brat, porucznik kawalerii, Antoni Dunin (dzieci Łucji z Taczanowskich i Rodryga Dunina).
Absolwent gimnazjum w Lesznie. Studiował rolnictwo w Berlinie. W czasie I wojny światowej służył w armii niemieckiej. Walczył na froncie zachodnim. Zdemobilizowany w listopadzie 1918 w stopniu wicewachmistrza.
Wezwany pod koniec grudnia 1918 przez Mieczysława Palucha przybył do Poznania i objął komendę Dworca Głównego. 29 grudnia przedłożył projekt utworzenia artylerii podczas narady dowódców oddziałów powstańczych Poznania. Jego propozycja została przyjęta i 30 grudnia objął tymczasowe dowództwo artylerii w „białych koszarach” przy ul. Solnej. Z grupą artylerzystów i kawalerzystów zaatakował w nocy z 2/3 stycznia  1919 Biedrusko, w którym zdobył część wyposażenia. Został 3 stycznia mianowany dowódcą artylerii, która liczyła 5 półbaterii dwudziałowych (450 ludzi). Wysłał na front północny jedną baterię, a drugą na front zachodni. Wspierał 6 stycznia atak powstańców na bazę lotniczą na Ławicy, zmuszając Niemców do kapitulacji. Zdał dowództwo artylerii 8 stycznia i na czele 3 półbaterii udał się w rejon Kcyni. Kierował atakiem artyleryjskim na Szubin, Kcynię i Rynarzewo. Awansowany 11 lutego do stopnia podporucznika, wyjechał na front pod Leszno. Dowodził 1 baterią 1 pułku artylerii lekkiej wielkopolskiej, który później został przemianowany na 15 pułk artylerii polowej wielkopolskiej.
W marcu 1919 na czele baterii wyjechał do Małopolski Wschodniej, gdzie walczył z Ukraińcami. 20 lipca 1919 został dowódcą Grupy Wielkopolskiej, generał Daniel Konarzewski złożył mu „wyrazy najwyższego uznania i podziękowania”.
"Wraz z żołnierzami swej baterii, z pomocą młodzieży Łomży brał udział w zdobyciu miasta. Za ten czyn 21 VIII od gen. Hallera otrzymał VM nr 96. W opinii przełożonych był jednym z najodważniejszych oficerów wyróżniających się szaloną odwagą na polu walki".
W styczniu 1920 wziął udział w objęciu Pomorza, a od wiosny tego roku walczył na wojnie z bolszewikami.
W grudniu 1920 ze względu na stan zdrowia został przeniesiony do rezerwy. Zweryfikowany w stopniu kapitana ze starszeństwem z dniem 1 czerwca 1919 i 666. lokatą w korpusie oficerów rezerwowych artylerii. W latach 1923–1924 posiadał przydział mobilizacyjny do 18 pułku artylerii polowej w Ostrowi Łomżyńskiej, jak ówcześnie nazywano Ostrów Mazowiecką.
W 1921 wydzierżawił w powiecie ostrzeszowskim majątek Chlewo. Działał w organizacjach powstańczych. W 1934 jako kapitan rezerwy artylerii (ze starszeństwem z dniem 1 czerwca 1919) pozostawał w ewidencji Powiatowej Komendy Uzupełnień Ostrów. Posiadał wówczas przydział mobilizacyjny do 25 pułku artylerii lekkiej w Kaliszu.
W czasie kampanii wrześniowej ochotniczo pełnił funkcję zastępcy dowódcy batalionu wartowniczego „Kalisz”. Po zakończeniu kampanii wrześniowej w niewoli niemieckiej z której uciekł. 3 października 1939 aresztowany w Chlewie i osadzony jako zakładnik w więzieniu w Ostrzeszowie. Następnie wysiedlony do Generalnego Gubernatorstwa. W czasie okupacji przebywał w Bugaju k. Sandomierza, a następnie w Mszanie Dolnej. Współpracował tam z oddziałami Armii Krajowej.
Po wojnie organizował spółdzielczość rolniczą i spożywczą w powiecie sycowskim. W 1958 przeszedł na emeryturę. Mieszkał w Gliwicach.
Zmarł 6 czerwca 1987 w wieku 94 lat w Gliwicach. Został pochowany na cmentarzu Rakowickim w Krakowie (kwatera O-wsch-narożnik).

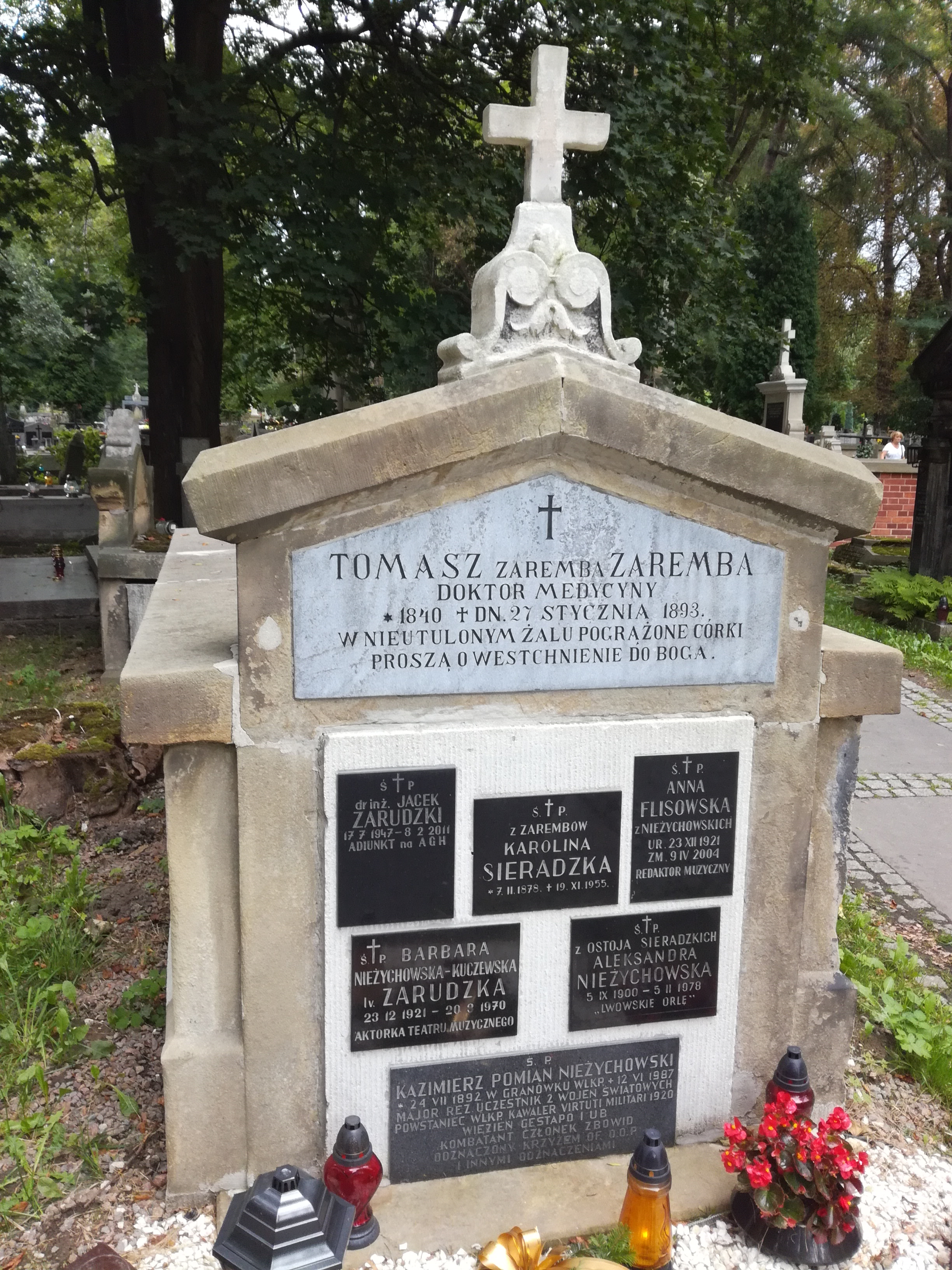
Grób Kazimierza Nieżychowskiego na cmentarzu Rakowickim

## Ordery i odznaczenia
- Krzyż Srebrny Orderu Wojskowego Virtuti Militari nr 96[1] (13 maja 1921)[18]
- Krzyż Niepodległości (16 marca 1933)[19]
- Złoty Krzyż Zasługi (22 grudnia 1928)[20]
- Wielkopolski Krzyż Powstańczy (3 marca 1970)[21]

## Życie prywatne
5 czerwca 1920 we Lwowie ożenił się z Aleksandrą Sieradzką (1900–1978), córką prof. Włodzimierza Sieradzkiego (1870–1941). Mieli troje dzieci: bliźniaczki: śpiewaczkę Barbarę Łucję (1921–1970) i Annę (1921–2004) oraz aktora i śpiewaka Jacka Jerzego (1924–2009). Doczekali się sześciorga wnucząt.